# Nav-e Pain
Nav-e Pain (persan : ناوپائين, également romanisée comme nav-e Pā'īn) est un village du district rural de Kharajgil, dans le district d'Asalem du comté de Talesh, dans la province de Gilan, en Iran. Lors du recensement de 2006, elle comptait 1 643 habitants répartis dans 380 familles.